# Rhopalopsole gladifera
Rhopalopsole gladifera är en bäcksländeart som beskrevs av Peter Zwick 1977. Rhopalopsole gladifera ingår i släktet Rhopalopsole och familjen smalbäcksländor. Inga underarter finns listade i Catalogue of Life.